# Maki Shimizu
Maki Shimizu (japanisch 清水麻紀 Shimizu Maki, geboren 1981 in Tokio) ist eine japanische Comiczeichnerin, Graphic-Novel-Autorin und Illustratorin, die seit 2006 ihre Wahlheimat in Berlin hat.

## Leben
Shimizu besuchte 1996 bis 1999 die Shōyō-Oberschule Toride (取手松陽高等学校 Toride Shōyō Kōtōgakkō) und machte ihren Abschluss mit Fokussierung auf Kunst, Malerei und Drucktechniken. An der Universität Tsukuba studierte sie 1999 bis 2003 Freie Kunst mit Schwerpunkt auf Drucktechnik und erwarb einen Bachelor of Arts in „Design und Gestaltung“. Danach absolvierte sie von 2003 bis 2006 ein Studium des Grafikdesigns an der FH Bielefeld mit Abschluss Diplom. Von 2006 an lebt sie als freiberufliche Künstlerin und Illustratorin in Berlin. Von 2007 bis 2013 arbeitete sie in der Ateliergemeinschaft Musenstube in Berlin-Neukölln. Sie war Beteiligte vieler Kunstprojekte wie etwa des Skizzenfestivals in Görlitz 2017, des The Big Draw Berlin 2010 oder des Comicfestivals München 2017. Sie hatte von 2013 bis 2016 einen Lehrauftrag an der Technischen Kunsthochschule Berlin. Nebenher gab sie auch mehrfach Comic-Workshops an Schulen. Zum 18. Comic-Salon Erlangen 2018 war sie nach 2012 und 2014 erneut eingeladen, diesmal um ihr Comicalbum Adagio N°3 Mindvollness (2017) vorzustellen. Auch bei der Buchmesse Leipzig war sie seit 2011 alljährlich persönlich für ihre Verlage anwesend. Im Rahmen des Summer of Comics 2019 des Museum für Kommunikation Berlin überreichte man Shimizu das „große Comicstipendium“ des Landes Berlin und lud zu einer Gruppenausstellung der Stipendiaten.
Ihre 400-seitige Graphic Novel Über Leben (Jaja Verlag 2021) erzählt von der Gentrifizierung und dem harten Leben der Kreativen in Berlin, wo es immer weniger Freiräume gäbe, eingebettet in einen skurril-verrückten Krimiplot. Die beiden gezeichneten Alter Egos Shimizus, der Kater Adagio und Maki Maus, sind wie in ihren Comics Figuren in ihrem Graphic Novel. Das Erscheinen der Graphic Novel brachte ihr 2021 TV-Kurzporträts auf Arte und in der Kulturzeit auf 3sat ein sowie Radiobeiträge auf Deutschlandfunk Kultur Kompressor, Radio Eins Literaturagenten, auf WDR 3, Deutschlandfunk Corso und rbbKultur.
Als bildende Künstlerin benutzt sie Bleistift, Tusche, Feder, Fineliner, Holzschnitt, Lithographie, Siebdruck und Radierung. Ihr bevorzugtes Motiv sind Porträts sowie Alltagsszenerien. Analog zur Straßenfotografie gibt es die Urban-Sketching-Bewegung der Zeichner, dokumentiert in Stadttreffen (zum Beispiel dem Skizzenfestival) und Büchern wie Urban Sketchbook Band 1 (Jülie Verlag, 2017), an dem Shimizu als eine von vierzig Künstlern beteiligt war.
Maki Shimizu lebt und arbeitet in Berlin.

## Werke
Autorin
- Adagio N°1 – Alltag in Berlin. Comicbuch. Jaja, Berlin 2011, ISBN 978-3-943417-00-5.
- mit Yuko Chikazawa: YUKI – Portraits of Our Friends. Jaja, Berlin 2014, ISBN 978-3-943417-40-1. (Kunstbuch mit über 100 Holzschnitt-Porträts, deutsch / englisch / japanisch)[10]
- Adagio N°2 – Im dunkelsten Winter aller Zeiten. Comicbuch. Jaja, Berlin 2015, ISBN 978-3-943417-60-9.
- Adagio N°3 – Mindvollness. Comicbuch. Jaja, Berlin 2017, ISBN 978-3-946642-21-3.
- Über Leben. Graphic Novel. Jaja, Berlin 2021, ISBN 978-3-948904-01-2.[11]

Zeichnerin/Illustratorin
- Makis Haustierbuch. Originaltexte von Paul Eipper. Peperoni Books, Berlin 2007, ISBN 978-3-9809677-4-7.
- Anett Ecklebe: Der Igel und die Fledermäuse. Bilderbuch, Illustration von Maki Shimizu. Mückenschwein-Verlag, Stralsund 2013, ISBN 978-3-936311-10-5.
- Monica Piffaretti: Il viaggio di Isotta, la tartaruga che trotta. Kinderbuch, Illustration von Maki Shimizu. SJW, Zürich 2017.
- Urban Sketchbook. Band 1, Jueli Verlag, Mainz 2017, ISBN 978-3-945584-00-2.
- Friedrich W. Zimmermann: Liebe Lust Prostata: der Comic. Berlin 2018, ISBN 978-3-7528-3581-6.
- LCB/Augusto Paim (Hrsg.): Mate. 24-Stunden-Comic am Wannsee. Jaja, Berlin 2020, ISBN 978-3-948904-04-3.

## Auszeichnungen
- 2006: Space Prize for International Students in der Kategorie Graphic Novel (Grand Prize) für Ziqqurrat
- 2013: Bronze-Auszeichnung beim Art Directors Club Wettbewerb in der Kategorie Illustration für „Thüringen – Nachts sind alle Matratzen grau“ im ADAC Reisemagazin
- 2014: Shortlist-Nominierung beim Preis Die schönsten deutschen Bücher der Stiftung Buchkunst für Yuki[12]
- 2016: The Kamiyama Artist in Residence (KAIR), Japan
- 2019: Comicstipendium des Landes Berlin[13]

## Belege
1. ↑  輝け、原石たち – 芸術家・イラストレーター 清水麻紀さん. In: NewsDigest. Doitsu News Digest GmbH, abgerufen am 6. Juni 2022 (japanisch).
2. ↑  Ateliergemeinschaft Musenstube heute, abgerufen am 10. Juli 2021.
3. ↑  Künstlerprofil Maki Shimizu beim Comicfestival München, abgerufen am 9. Juli 2021.
4. ↑  Kapitel Japan: Maki Shimizu, abgerufen am 9. Juli 2021.
5. ↑  Maki Shimizu beim 18. Comic-Salon Erlangen, comic-salon.de, abgerufen am 9. Juli 2021.
6. ↑  2. Berliner Comicstipendium: Ausstellung vom 11. Mai bis 25. August 2019, summer-of-comics.de, abgerufen am 11. Juli 2021.
7. ↑  „Comic: Shimizu über das Leben“, arte.tv vom 6. Juli 2021, abgerufen am 10. Juli 2021.
8. ↑  Das Leben der Kreativen in Berlin: "Über leben", rbb-online.de vom 5. Juli 2021, abgerufen am 10. Juli 2021.
9. ↑  Urban Sketchbook Band 1, abgerufen am 11. Juli 2021.
10. ↑  Internet Archive Version vom 7. November 2014 der Verlagsinformationen zum Buch, abgerufen am 9. Juli 2021.
11. ↑  Das Leben der Kreativen in Berlin, rbb-online.de vom 5. Juli 2021, abgerufen am 9. Juli 2021.
12. ↑  Shortlist Die Schönsten deutschen Bücher 2014, abgerufen am 9. Juli 2021.
13. ↑  Berliner Comicstipendium 2019 für Maki Shimizu, buchmarkt.de vom 7. Dezember 2018, abgerufen am 9. Juli 2021.

| Personendaten    | Personendaten                                                           |
| ---------------- | ----------------------------------------------------------------------- |
| NAME             | Shimizu, Maki                                                           |
| ALTERNATIVNAMEN  | 清水麻紀                                                                |
| KURZBESCHREIBUNG | japanische bildende Künstlerin, Graphic Novel Autorin und Illustratorin |
| GEBURTSDATUM     | 1981                                                                    |
| GEBURTSORT       | Tokio                                                                   |